# Coleophora ostryae
Coleophora ostryae é uma espécie de mariposa do gênero Coleophora pertencente à família Coleophoridae.